# 1983 у літературі

## Нагороди
- Букерівська премія: Дж. М. Кутзеє, «Життя і час Міхаеля К.»
- Премія Неб'юла за найкращий роман: Девід Брін, «Startide Rising»
- Премія Неб'юла за найкращу повість: Ґреґ Бір, «Hardfought»
- Премія Неб'юла за найкраще оповідання: Ґарднер Дозуа, «Миротворець»

## Народились
- 3 липня — Дорота Масловська, польська письменниця, романіст.

## Померли
- 25 лютого — Теннессі Вільямс, американський прозаїк та драматург (нар. 26 березня 1911).
- 13 березня — Тоуроддюр Ґвюдмюндссон, ісландський перекладач, поет і письменник.
- 26 червня —Джулія Сауер, американська дитяча письменниця.
- 13 грудня — Мері Рено, англійська письменниця (народилася в 1905)

## Нові книжки
- Айзек Азімов — Роботи ранкової зорі
- Стівен Кінг
  - Крістіна
  - Кладовище домашніх тварин
- Маджипурські хроніки — збірка об'єднаних в роман оповідань американського письменника-фантаста Роберта Сілверберга, яка входить до складу так званого Маджипурського циклу.